# Сражение при Римини
Сражение при Римини произошло с 13 по 21 сентября 1944 года в ходе операции Олива, наступления союзников с целью прорыва оборонительной «Зелёной линии» Вермахта (Готская линия), и явилось одним из основных эпизодов военных действий августа-сентября 1944 года в ходе Итальянской кампании союзников во Второй мировой войне.

## Военная ситуация
23 августа 1944 года 8-я британская армия начала операцию Олива, атакуя на восточном фланге «Готской линии». В первую неделю сентября наступающие прорвали передовые позиции обороны «Готской линии» и оборонительные позиции «Зелёной линии I». 5-я американская армия атаковала в центральной Италии, в направлении города Болонья. На правом фланге 8-й армии, 1-й канадский корпус прорвал «Зелёную линию II», но наступление было остановлено упорной обороной немцев у Кориано, а 5-й британский корпус был остановлен у Кроче и Джеммано.
Римини, город на адриатическом побережье Италии, был узлом «Линии Римини», третьей подобной германской оборонительной линии, образующей «Готскую линию» укреплений. Римини, ранее подвергавшийся воздушным налётам, подвергся также обстрелу союзной артиллерии. По городу было выпущено 1 470 000 снарядов.
Новая атака, с целью очистить позиции на холмах «Зелёной линии II» и разрушить «Линию Римини», берущую начало от порта Римини на запад до Сан-Марино, была назначена на 12 сентября.

## Сражение за Римини

### Греческая горная бригада
3-я Греческая горная бригада (греч. ΙΙΙ Ελληνική Ορεινή Ταξιαρχία, ΙΙΙ Ε.Ο.Τ.), (Горные войска), была сформирована эмиграционным греческим правительством 1 июля 1944 года в Ливане, под командованием полковника Трасивулоса Цакалотоса. Переброшенная морем к Готской линии 11 августа 1944 года, бригада вошла в состав 1-го канадского корпуса. 3-я горная греческая бригада была придана 2-й новозеландской дивизии, командир которой генерал Бернард Фрейберг проинспектировал бригаду в Таранто 17 августа и был впечатлён выправкой греческих солдат. Бригада провела совместные учения с новозеландцами, для отработки сотрудничества со всеми родами войск и ознакомления офицеров с связью. В сентябре бригада заняла позиции около села Каттолика, южнее города Римини. 8 и 10 сентября бригада подверглась двум мощным немецким атакам. Греки удержали свои позиции и повернули немцев вспять, после чего предприняли контратаку с целью взять Римини.
Греческая бригада была придана 1-й канадской дивизии, но могла рассчитывать на поддержку своих новозеландских друзей, которые остались в резерве. Для обеспечения бронетанковой поддержки, греческой бригаде был первоначально придан 2-й эскадрон 20-го новозеландского бронетанкового полка. Для защиты танков, в свою очередь, был придан 22-й новозеландский мотопехотный батальон. Дополнительная огневая поддержка была предоставлена греческой бригаде канадской лёгкой пехотой города Saskatoon (SLI), с её тяжёлыми миномётами и пулемётами. Новозеландская 33-я антитанковая батарея расположилась за атакующими греками.

### Ход операции
Атака началась 13 сентября. Греки атаковали 2 маленьких селения по дороге к Marano. Эти 2 селения (Monaldini и Monticelli) оборонял 1-й полк парашютистов (Воздушно-десантные силы вермахта), соединения «тюрков» (Восточные легионы) и батальон 162-й пехотной дивизии Вермахта. Немцы были хорошо подготовлены и сдержали атаку греков .
На следующий день новозеландцы были призваны оказать поддержку грекам . 7-я и 8-я рота 2-го эскадрона, 20-го бронетанкового полка приняли участие в атаке на Monaldini, и вскоре взвод из 22-го батальона мотопехоты принял участие в атаке на Monticelli, при поддержке танков Шерман 5-й и 6-й рот. В 20:00 селение Monaldini было взято с незначительными потерями . После этого усилия были сконцентрированы на Monticelli, где греки и новозеландцы вновь атаковали. Немцы оставили позиции при приближении союзников и вскоре селение было в руках союзников.
15 сентября греки начали атаку на аэродром Римини. 1-й греческий батальон форсировал мелководную реку Марано в 10:00 , и немедленно подвёргся интенсивному огню с немецких позиций вокруг аэродрома. Греки остановились для перегруппировки и подготовки атаки. 3-й эскадрон 18 новозеландского бронетанкового полка сменил 20-й полк на линии поддержки греков. Была вызвана воздушная поддержка, и самолёты союзников приступили к бомбёжке западной части аэродрома, в то время как греки вновь приступили к атаке.
1-й греческий батальон атаковал непосредственно аэродром, 2-й греческий батальон атаковал в направлении шоссе номер 16, и 3-й батальон атаковал село Casalecchio.
1-й греческий батальон ещё раз встретил упорное сопротивление защитников аэродрома. Густой огонь с аэродрома нанёс тяжёлые потери атакующим грекам, однако поддержка новозеландских танков и пехоты была лучше скоординирована, поскольку один из новозеландских офицеров говорил по-гречески. Танки расстреливали каждое здание к югу от аэродрома, чтобы убедиться, что оно не занято. Как только греки и новозеландцы приблизились к оборонным позициям, они подверглись огню пехоты, Панцершреков, самоходных орудий, и вкопанных башен Пантер. Сильный огонь остановил греков у аэродрома. Одновременно танки обходили ограждения, чтобы избежать противо-танковый огонь, но вскоре оказались на передовой атаки. Немецкие самоходные орудия подбили Шерманы, но новозеландцы продолжили движение вперёд и забросали позиции врага взрывчаткой и гранатами, вынудив немцев оставить позиции. Экипажи башен Пантер оставили их в течение ночи.
2-й греческий батальон, на правом фланге бригады атаковал в направлении шоссе 16, но был отсечён от новозеландских танков. Греки были остановлены минами и сильным огнём с восточной части аэродрома. 3-й греческий батальон атаковал село Casalecchio на левом фланге, при поддержке новозеландских танков и пехоты.

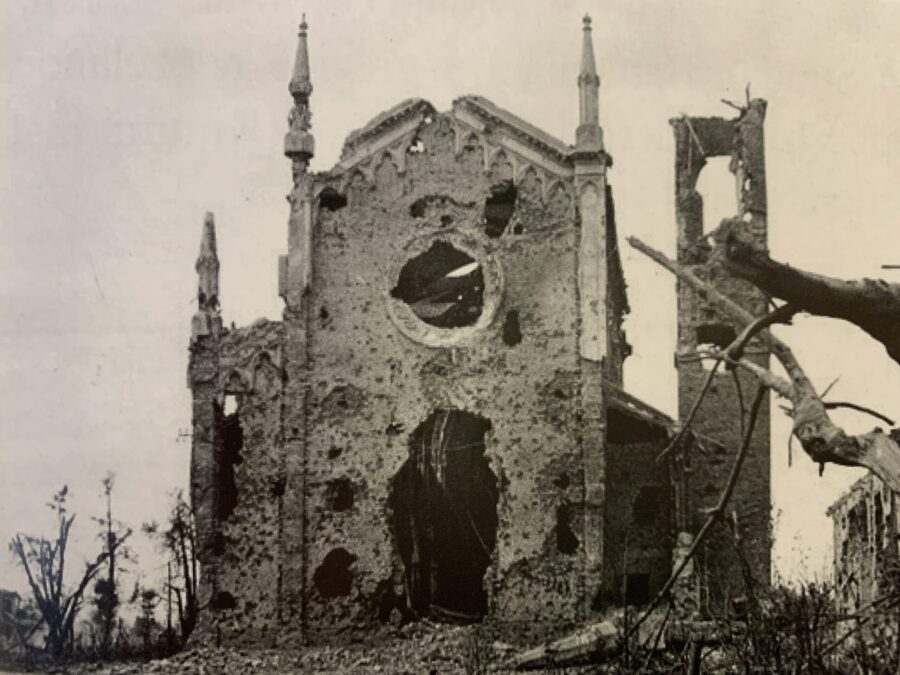
Церковь Сан Лоренцо в Страда-Риччионе после сражения

Маленькое село контролировало перекрёсток своими немногими зданиями и церковью. Греческая пехота быстро очистила здания, но парашютисты в церкви доказали свою боеспособность. Церковь в конечном итоге была очищена совместной атакой греческой и новозеландской пехоты и танков. Однако сильный пулемётный и миномётный огонь с аэродрома остановил дальнейшее наступление. На следующий день (16 сентября) греки продолжили зачистку вокруг аэродрома, большую часть которого они заняли. 3-й греческий батальон продвигался слева через балки и рвы за Casalecchio, пока не вышел на одну линию с 1-м греческим батальоном в центре. Их задача была сложной, поскольку приходилось очищать минные поля под постоянным огнём. 2-й греческий батальон продвинулся до правого фланга аэродрома.
На следующий день три батальона продолжили своё наступление. Оставшиеся башни Пантер были расстреляны новозеландскими танками. Как только аэродром был взят, 3-я греческая горная бригада сконцентрировала своё внимание непосредственно на Римини. 18 сентября 2-й и 3-й батальоны продвинулись к прибрежным пригородам города. Они встретили опять упорное сопротивление немецких парашютистов, но при новозеландской и канадской поддержке вошли в пригороды города 20 сентября. Продвигаясь к Римини с юга, бригада подошла к оставленному немцами, после падения San Fortunato, городу.
Утром 21 сентября 2-й греческий батальон достиг центра города, через реку Ausa, и водрузил греческий флаг на балконе муниципалитета.
Греческая бригада, при поддержке новозеландских танков, заняла Римини, который был разрушен в основном в ходе воздушных бомбардировок.
В 7:45 21 сентября, мэр Римини сдал город 3-й греческой горной бригаде, расписавшись на протоколе, написанном на греческом, английском и итальянском языках.
За свои действия в ходе сражения греческая бригада получила почётное имя «Бригада Римини» ("Ταξιαρχία Ρίμινι")..
По словам генерал-лейтенанта сэра Оливера Лиса, командующего 8-й армией:
Сражение при Римини было одним из самых тяжёлых сражений 8-й армии . Бой был сравнимый с Аламейном (Второе сражение при Эль-Аламейне), операцией Pugilist-Mareth и Кассино (Битва под Монте-Кассино).